# مون امور (أغنية)
مون امور (بالفرنسية: Mon Amour)‏ وتعني بالعربية حبي، وهي أغنية كتبت عام 1967 من قبل ريتشارد أنتوني. كلمات غاي بونتيمبيلي، والموسيقى من تلحين خواكين رودريغو وهي على نمط لحن كونشيرتو دي آرانخويث.
قامت المغنية نانا موسكوري بغنائها في حفل موسيقي عام 1988.